# 名探偵なんか怖くない
『名探偵なんか怖くない』（めいたんていなんかこわくない）は、西村京太郎の長編推理小説（三人称小説）。
既存のミステリ作家が創造した東西の名探偵が参集する趣向の、パロディミステリ「名探偵シリーズ」4部作の第1作である。以下の4人が探偵役として共演する（登場順に記載）。
1. エラリー・クイーンのエラリー・クイーン
2. ジョルジュ・シムノンのメグレ元警部（退職後）[2]
3. アガサ・クリスティのエルキュール・ポワロ
4. 江戸川乱歩の明智小五郎

初出は1971年（昭和46年）で、講談社の当時のミステリ叢書企画「乱歩賞作家書き下ろしシリーズ」の一冊として刊行された（時代設定は1970年）。元版の装丁は、小林泰彦。
なお、本作は4人の名探偵の過去の事件について、ネタバレが含まれている（作品名については、#「名探偵」への批判、#作中で触れられる原典を参照）。

## あらすじ
日本の老富豪・佐藤大造は、アメリカのエラリー・クイーン、イギリスのポワロ、フランスのメグレ、そして明智小五郎を自費で呼び集め、世界に名だたる名探偵である彼らに、一つの挑戦をつきつける。それはあの3億円事件を実際に再現し、模倣犯の行動の軌跡を追うことで、本当の3億円事件の実態にも迫ってもらおうというものだった。4人の名探偵はこれを承諾する。
彼らの前で、佐藤の部下である神崎五郎が、この途方もない計画を進行する。彼は、条件に合った、村越という若者を見出し、村越は佐藤がお膳立てした計画のまま、佐藤が用意した3億円を奪う。マンションを購入し、自動車を購入する村越。だがそれは、4人の名探偵の推理した通りだった。次に村越はガールハントに成功するが、しかしそれも名探偵の推理通りだった。
そして、計画にないはずの殺人事件が発生。3億円のうち、残った2億5千万円ほども灰となってしまう。果たして殺人犯は誰か?　懐旧に浸る、老いた名探偵たちの推理は一度は外れるものの…。

## 登場人物
登場順に記述。
三島
本作前半での語り手的な人物。30歳。
英語・仏語に堪能なミステリマニアで、1週間前に佐藤に秘書として雇われた。エラリー、メグレ、ポワロを個別に出迎えた。
佐藤 大造（さとう たいぞう）
複数の企業のトップの座にある富豪。62歳。体は壮健。
3億円事件が未解決なのに業を煮やし、「一市民の立場から、同事件の解決を目指し、それゆえ事件の再現と名探偵4人の参集をお膳立てした」と語る人物。
ニューシブヤマンション（物語後半の舞台）のオーナーでもあり、村越監視のため、5階を名探偵たちに提供した。
神崎 五郎
佐藤が指示を下す、この計画の進行役。3億円事件を再現させるため、暗躍する。
村越 克彦
再現される3億円事件の「犯人」役となる青年。徳島出身。
金城 ゆり子
沖縄出身の美人ファッションモデル。20歳。
3億円強奪に成功した村越にハントされて、彼とニューシブヤマンション506号室で同棲を始める。佐藤の計画や村越の犯行についてはまったく知らない。
吉牟田 晋吉（よしむだ しんきち）
物語中盤の殺人事件から登場し、語り手的な存在となる。渋谷署の刑事で、50歳ぐらいのベテラン刑事。『化人幻戯』事件の時に明智と知り合った。
第3作『名探偵も楽じゃない』まで登場する。第4作『名探偵に乾杯』には名前だけ登場。第3作では警部補、第4作では警部に昇進している。
坂西 栄一
井崎製紙の役員。ニューシブヤマンション605号室（6階）の住人で、同好のカメラ仲間2人とともに、自室でヌードの撮影会を楽しんでいた。

### 4人の名探偵
各名探偵の詳細については、原典の項目の記述を参照（#「名探偵」への批判、#作中で触れられる原典も参照）。なお、以下の名探偵の記載は登場順。
エラリー・クイーン
アメリカを代表する名探偵。本作では1905年生まれであり、65歳となっているが、年齢より若々しい。
身長180センチ以上で鼻眼鏡を使用している。ハードボイルド小説には批判的。
ジュール・メグレ
フランスを代表する名探偵だが、ベルギー人の血が混じっている。本作では警察を退職しており、最終階級は警部となっている。1932年に警察に入った。事件に当たる際は、メモを取る。
身長180センチ、体重は80キロ以上。3人の外国人探偵の中では、一番の後輩に当たる。
夫人同伴で来日したが、夫人は別行動で京都に向かった。メグレ夫人は第2作『名探偵が多すぎる』、第4作『名探偵に乾杯』にも登場。両作では夫と同行している。
エルキュール・ポワロ
イギリスを代表する名探偵だが、ベルギー人。本作では「エルキュール・ポワロ」と表記される（次回作まで。第3作以降は「エルキュール・ポアロ」）。
3人の外国人探偵の中では、一番の先輩に当たる。メグレには一目で好感を持った。
クイーンには批判的である（ただし、その頭脳や功績には敬意を払っている）。クイーンに限らず、「アメリカ人はすぐに口笛を吹くし、金を見せびらかす」と反感を持っている。
マッチ棒で動物や魚の形を作るクセがある。
明智小五郎（あけち こごろう）
日本を代表する名探偵。「人前に出なくなって久しい」と語られ、65歳になっている。しかし、その目の光は衰えていない。
『化人幻戯』事件の後、妻の文代を亡くし、一線から身を引いた。七回忌も終わっている。
なお、外国の探偵は、3人とも日本の事情に疎いため、解決編の前に情報を収集した（東京中央郵便局を訪ねる、秋葉原の電気商店街を訪れる、銀座のデパートの下着売り場を見学する、など）。また、3人とも、クリスマス・イブには教会を訪れている。

#### 「名探偵」への批判
本作では、複数のキャラクターが、名探偵という存在に批判や疑問を投げかけている（一部、伏線になっているものもある）。以下、登場順に記載する。
ポワロからの批判
クイーンに対し、「読者への挑戦」は嫌味だ、と思っている。また、「ハッタリが過ぎる」とも（その最たるものが「国名シリーズ」であり、しかもイギリスがシリーズから抜けている）。
本作でも、クイーンの希望で「読者への挑戦」という章が設けられたが、その際にも「この方法は好きになれない」と語っている。
佐藤大造からの批判
「想像力とか灰色の脳細胞だとかで、彼らは本当に事件が解決できるのか?」
「名探偵は文学的な傾向を持っており、彼らの解決した事件の犯人もまた、文学的であり、現実離れしている。いわば、犯人は探偵の分身だ。捕まるのが当然」、「今回は普通の人間が犯人だから、捕まえられるだろうか?」
三島からの批判
「名探偵は、気を引くようなことをいって黙りこむ、という意地の悪さを持っている」
「今回の事件の動向よりも、フランスの思い出話に話を咲かせている。彼らも歳なのか?」、「妙に懐古趣味になっている」
吉牟田晋吉からの批判
「名探偵は妙なところばかり気にする」
クイーンに対し、「名探偵は、時折りこういう意地の悪い目つきをする。頭の悪い人間を揶揄する前触れだ」。明智に対し、「通訳しているが、助け舟を出してくれそうもない」
クイーンと明智に対し、「名探偵は全てを語らない。不親切だ」
ポワロとメグレに対し、「名探偵の心理は読みづらい」
「読者への挑戦」という章に対し、「賛成できない」、「殺人事件には、もっと真面目に」と語っている。

#### 作中で触れられる原典
本作では、以下の作品名が上げられ、あるいはその内容が語られている。このうち、本作に関係のないものもあるが、伏線になっているものもある。またネタバレも含まれている。以下、探偵別（登場順）に記載する。
なお、その他にアブナー伯父について明智が触れている（1910年代のアメリカの推理小説。トリック解明の際に引き合いに出した）。

##### クイーンの事件
ニッポン樫鳥の謎"The Door Between"（1937年）
三島がクイーンを出迎える際、「日本人の生真面目さは、この事件で知っているはず」と考えた。
クイーンが「この事件では日本人を正確に理解していなかったが、国際情勢が悪かった。今はきちんと日本人を理解している」と語った。
金城ゆり子が沖縄出身、と聞いた際、エラリーが「オキナワ!」と叫んだ（三島の想像では、この事件で沖縄の女性と知り合っているため）。
この事件で「日本人よりも、沖縄の人間の方がスタイルが良い」とクイーンは述べていたが、果たして今でもそう思っているのだろうか?（三島の疑問）。
佐藤大造が「文学的な、現実離れした犯人の典型」として挙げた。
4人が推理を間違え、クイーンが自分を見つめ直す際に回想。本件の殺人事件の犯人は狂人かと思われ、その比較として引き合いに出した。トリックの要（犯人）が指摘されている。
この事件でクイーンが知った日本人の自殺方法は、「男はハラキリ、女は喉を切る」というものであり、服毒自殺は想定外だった。
ローマ帽子の謎"The Roman Hat Mystery"（1929年）
ポワロが内心でクイーンを批判する際に登場（「ローマと関係ない事件」と指摘）。
「読者への挑戦」という章を設けた際、クイーンが「最初に手がけた事件」として言及。
本事件で「シルクハットの消失」があったのは、クイーンにこの事件を思い出させ、懐旧の念に浸らせるため。
フランス白粉の謎"The French Powder Mystery"（1930年）
ポワロが内心でクイーンを批判する際に登場（「フランスと関係ない事件」と指摘）。
恐怖の研究"A Study in Terror"（1966年）
タイトルは明示されていないが、明智がクイーンに「切り裂きジャックに対するあなたの研究」として語りかけた。明智は「ジャックは女性ではないか?」ともいっている。
ポワロは「イギリスの事件をアメリカ人に解けるはずがない」と呟いたが、クイーンには聞こえなかったようである。
中途の家"Halfway House"（1936年）
クイーンがマッチの燃えさしをポケットにしまったのを見て、三島が連想した事件（6本のマッチの燃えさしが、事件解決の鍵になっている）。
「パリ警視庁のフィリップ・オルレアンの助力で解決した事件」として、クイーンがメグレに礼を述べている。
チャイナ橙の謎"The Chinese Orange Mystery"（1934年）
4人が推理を間違え、クイーンが自分を見つめ直す際に回想。本件の殺人事件の犯人は狂人かと思われ、その比較として引き合いに出した。
エジプト十字架の謎"The Egyptian Cross Mystery"（1932年）
同上。
悪の起源"The Origin of Evil"（1951年）
上記に絡み、「今回の犯罪のモチーフを見つける」として引き合いに出した事件。

##### メグレの事件
男の首"La Tête d'un homme"（1930年）
フランスの新聞「警笛（シフレ）」の記事中と、メグレの回想に登場。犯人の名前が明示されている。
佐藤大造が「文学的な、現実離れした犯人の典型」として挙げた。
佐藤大造が、クリスマス・イブのプレゼントにメグレに火縄式ライターを贈った際、その意味として引き合いに出した。
4人が推理を間違え、メグレが自分を見つめ直す際に回想。犯人の名前が明示されている。
本事件で「3億円が灰になった」と鑑定されたのは、メグレに「異常な動機による事件」として、これらの事件を思い出させ、懐旧の念に浸らせるため。

##### ポワロの事件
スタイルズ荘の怪事件"The Mysterious Affair at Styles"（1920年）
ポワロが三島に、自分の経歴を語る際に言及。
三幕の殺人"Three Act Tragedy"（1935年）
ポワロが三島に「私だって失敗することがある」と語った際、三島が指摘した事件（実際は、ポワロの「失敗」はベルギー警察時代のものだった）。
佐藤大造が「文学的な、現実離れした犯人の典型」として挙げた。
ミスタ・ダヴンハイムの失踪"The Disappearance of Mr Davenheim"（1929年）
「今回の犯人は、軽微な罪で刑務所に入っているのが安全」とポワロが語った際、三島が「前に同じことを読んだことがある」として思い出した事件。
首相誘拐事件"The Kidnapped Prime Minister"（1923年）
ポワロがフランスを訪問したが、当時はメグレに面識がなかったので助力を頼まなかった。
アクロイド殺し"The Murder of Roger Ackroyd"（1926年）
佐藤大造が、クリスマス・イブのプレゼントにポワロにテープレコーダーを贈った際、その意味として引き合いに出した。
4人が推理を間違え、ポワロが自分を見つめ直す際に回想。論理的思考の大切さの比較として、引き合いに出した。トリックの要が明言されている（事実上、犯人が名指しされている）。
本事件で「椅子に腰掛けたままの死体」があったのは、ポワロにこの事件を思い出させ、懐旧の念に浸らせるため。「ずらされた椅子」の配置もそのまま。
オリエント急行の殺人"Murder on the Orient Express"（1934年）
明智の指摘に対し、吉牟田刑事が類例として挙げた事件。トリックの要が明言されている。
4人が推理を間違え、ポワロが自分を見つめ直す際に回想。論理的思考の大切さの比較として、引き合いに出した。トリックの要が明言されている（事実上、犯人が名指しされている）。
戦勝記念舞踏会事件"The Affair at the Victory Ball"
ポワロが「読者への挑戦」へ不快感を表すので、明智が「ポワロも、この事件では「読者への挑戦」を行っている」と指摘した。

##### 明智の事件
化人幻戯（1954年（昭和29年））
初対面の際、佐藤大造が「明智の才能に敬服した事件」と語った。犯人の名前が明示されている。
佐藤大造が「文学的な、現実離れした犯人の典型」として挙げた。
4人が推理を間違え、明智が自分を見つめ直す際に回想。動機と犯人の名前が明示されている。
魔術師（1930年（昭和5年））
初対面の際、佐藤大造から文代の名を聞き、明智が連想した（文代と出会った事件）。
吸血鬼（1930年（昭和5年）から1931年（昭和6年））
同じく、明智が連想（事件解決後、文代と結婚式を挙げた）。
佐藤大造が、クリスマス・イブのプレゼントに明智にワイングラスを贈った際、明智がその意味として推理した。
黄金仮面（1930年（昭和5年）から1931年（昭和6年））
明智がメグレに「1929年にパリ警視庁に行ったことがあり、デマリオン警視総監やエベール警察官に会い、アルセーヌ・ルパンの知識を得ていたので、この時は解決できた」と感謝を述べた（事件名は明記されていない）。
4人が推理を間違え、明智が自分を見つめ直す際に回想。「恐るべき敵」として犯人の名前が明示されている。
その他の事件
本事件で「椅子に札束が隠されていた」のは、明智に過去の類似事件を思い出させ、懐旧の念に浸らせるため。

## シリーズ名と「パロディ」について
本書巻末にある、二上洋一の「解説」において、「パロディ」と明記されている。「名探偵シリーズ」についても同様。
ただし、パロディといっても、各名探偵の人物像は原典に相応しいもので、彼らを笑いものにする筆致ではない。「「名探偵もの」に対するパロディとして、「扱う事件の特殊性」を皮肉らせる」、あるいは「意外なトリック・真相」などが、シリーズとしての「パロディ」の意味である（「解説」では「遊び」とも）。
顕著な例は、次回作『名探偵が多すぎる』である。船長室の前の廊下で謎解きをやる羽目に陥り、「暖炉やソファのあるサロンでないと…」と名探偵たちが内心で渋るのだが、「緊急事態に、カッコつけることばかり考えるんじゃありません!」と、それを悟ったメグレ夫人に叱られている。
また、#「名探偵」への批判にある通り、「読者への挑戦」（クイーンの希望で設置された）に対して、ポワロと吉牟田刑事が明確に批判している。さらに、明智からは「ポワロ氏も、「戦勝記念舞踏会事件」("The Affair at the Victory Ball")では行っている」とツッコまれている（メグレは肯定も否定もしていない）。

### 続編
続編はクローズド・サークルものでもある。また、全てに殺人が絡む（第3作、第4作は連続殺人もの）。
名探偵が多すぎる
第2作。1972年（昭和47年）5月に書き下ろしで刊行。
アルセーヌ・ルパンが登場し、日本で休暇中の4人の名探偵に挑戦してくる。怪人二十面相がルパンに協力している。
事件は、瀬戸内海を航行する観光船の船内で終始している。
名探偵も楽じゃない
第3作。1973年（昭和48年）12月に書き下ろしで刊行。
推理小説マニアの集会に招かれた4人の名探偵の前で、連続殺人が起きる。若き名探偵、左文字京太郎が登場。
事件は、都内にあるホテルで終始している。
名探偵に乾杯
第4作。1976年（昭和51年）9月に書き下ろしで刊行。
『カーテン』（ポアロ最後の事件）を受けて執筆された。ポアロ2世を名乗る、ポアロそっくりの青年（ポアロ・マードック）が登場。
また、アーサー・ヘイスティングズ（『カーテン』他でポアロのパートナーを務めた）も登場し、ポアロ2世が、ヘイスティングズの前で『カーテン』の結末に対し異を唱えている。
事件は、静岡県にある孤島（明智の別荘）で終始している。